# 香港鐵路博物館

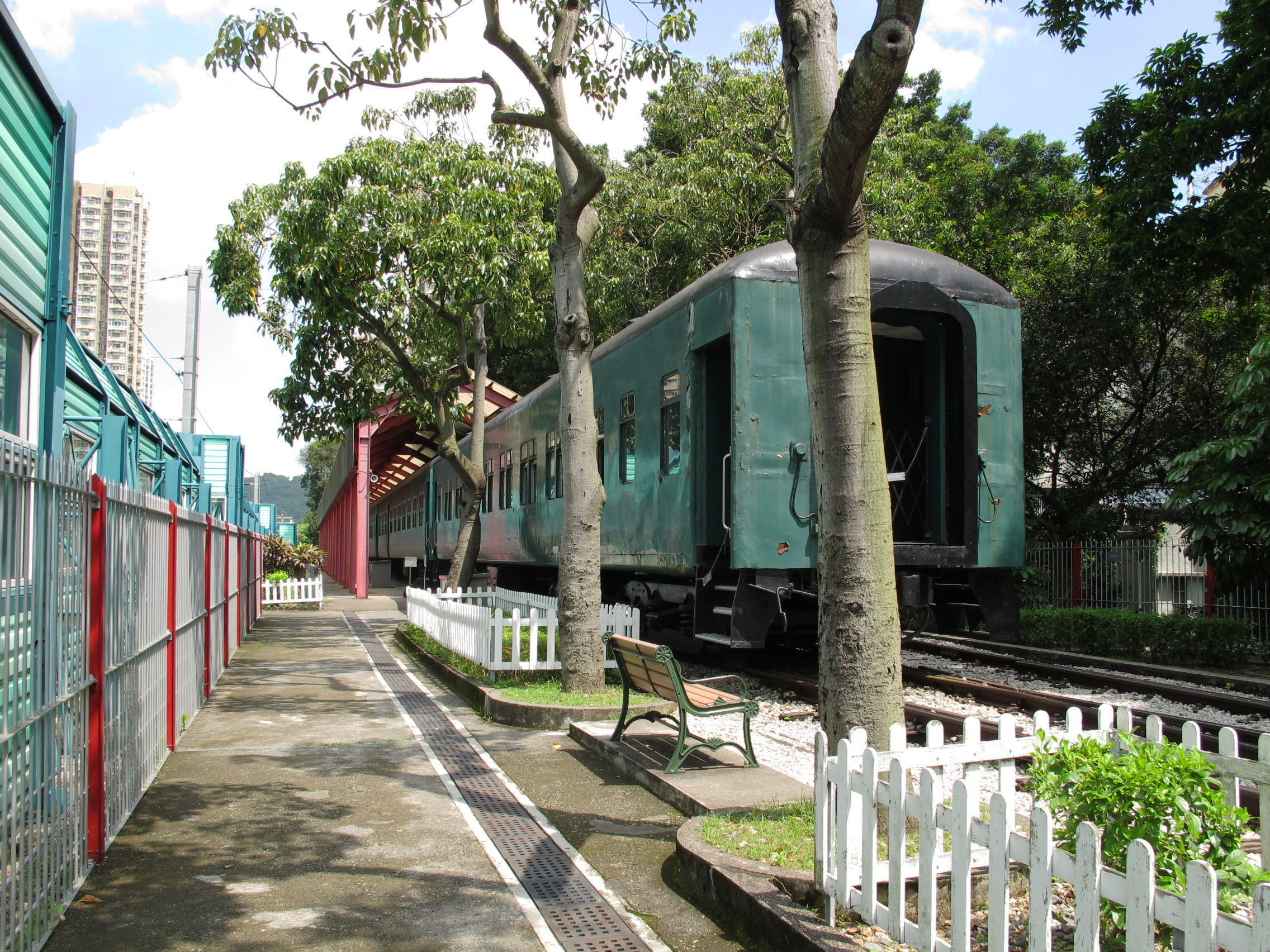
博物館內設歷史車卡供參觀者進入

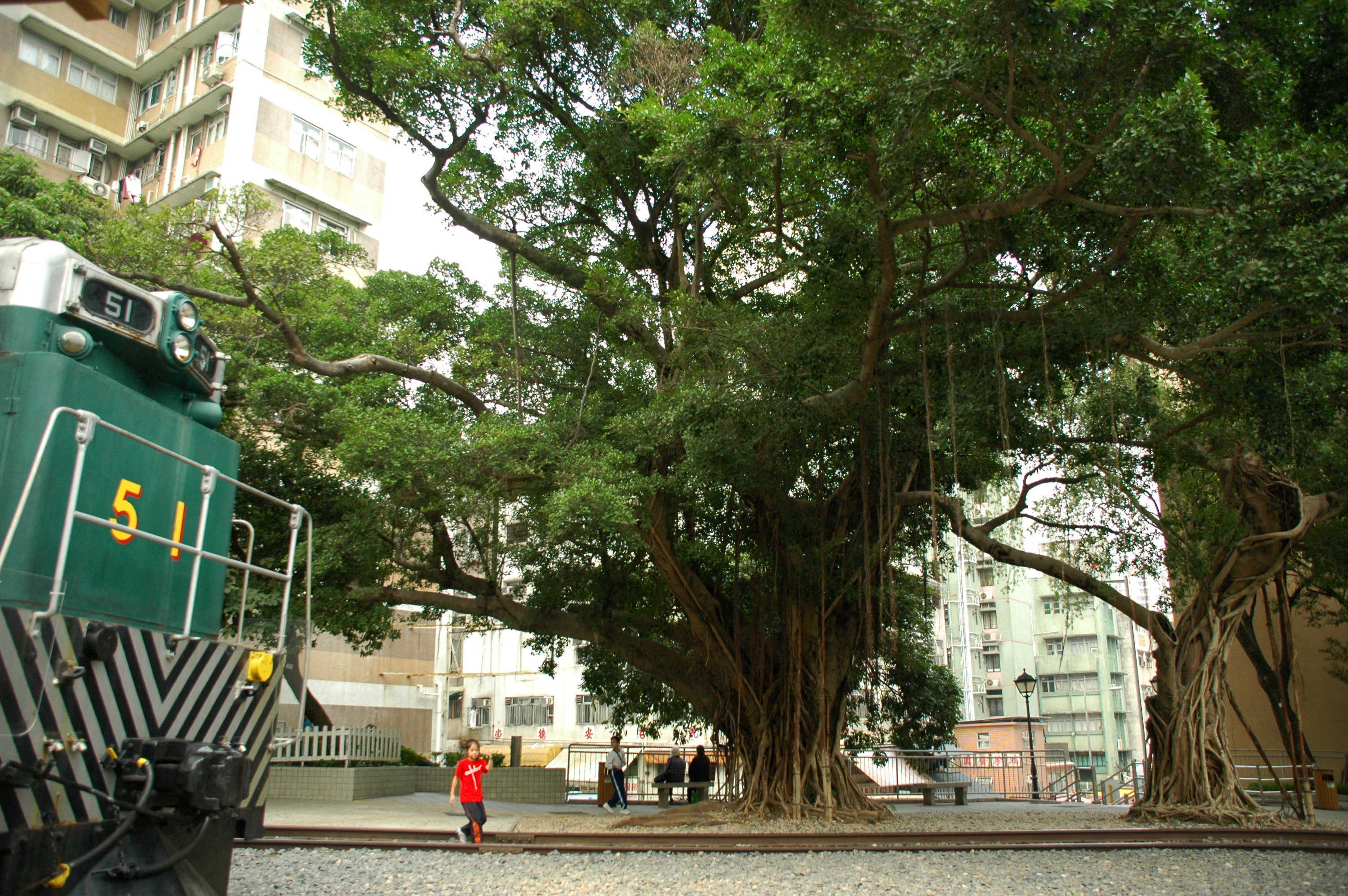
博物館內的兩棵細葉榕（古樹名木 LCSD TP/9 和 LCSD TP/8），左為亞歷山大爵士號

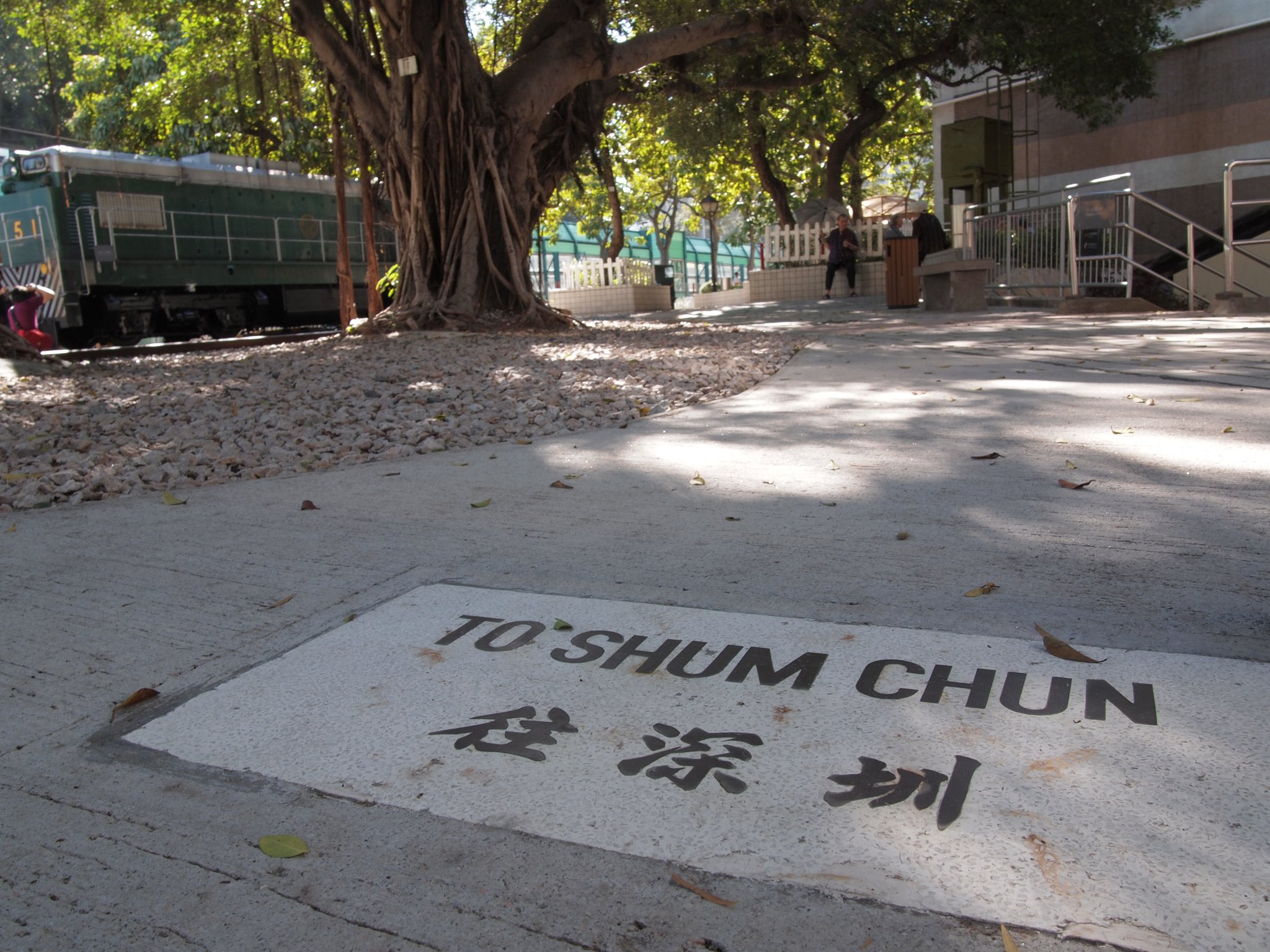
鑲在地上的「往深圳」石牌，深圳的英文為郵政式拼音「Shum Chun」而非普通話拼音「Shenzhen」

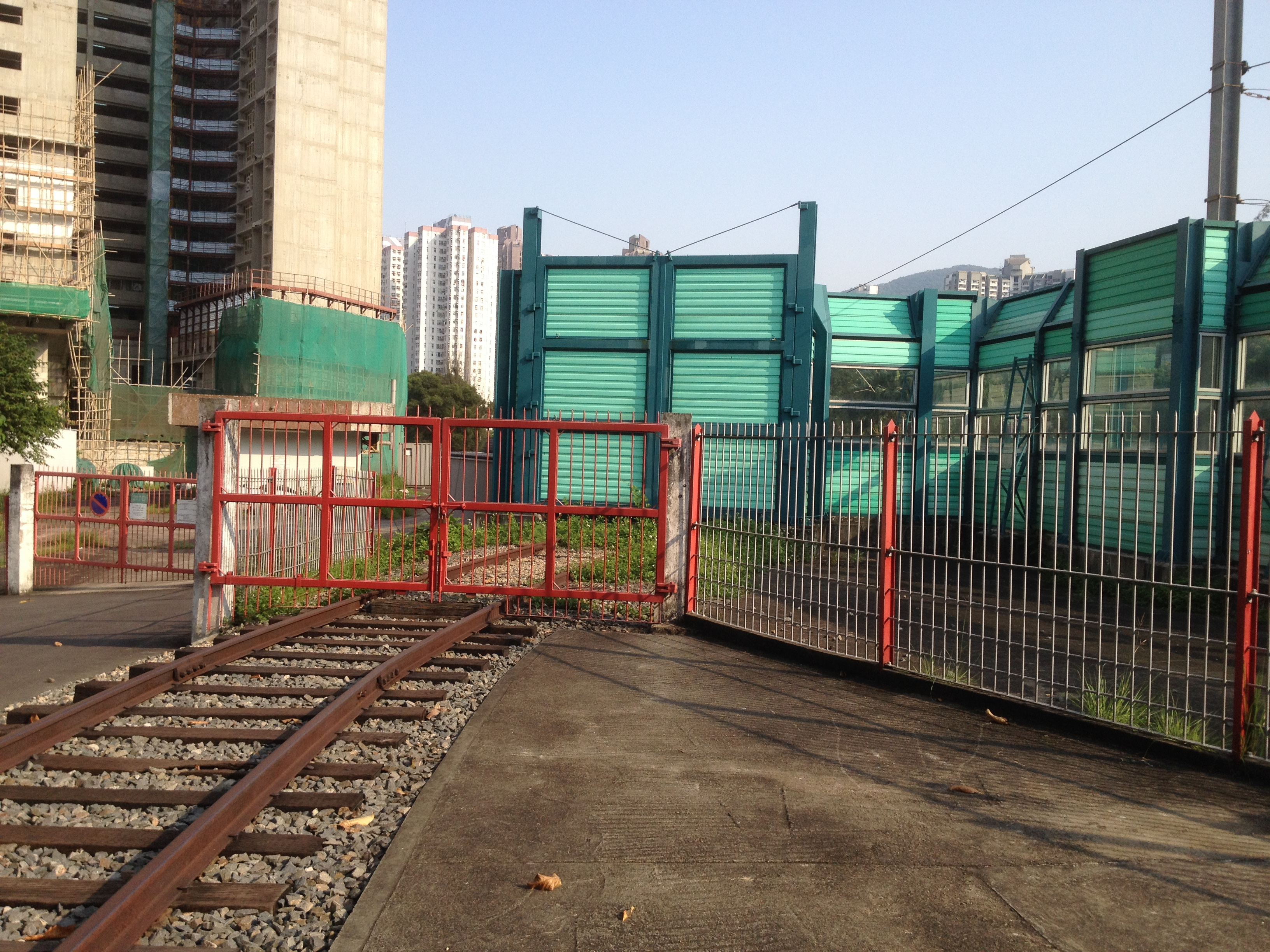
博物館內的連接東鐵綫正綫路軌門口（已拆除）

香港鐵路博物館（英語：Hong Kong Railway Museum），位於香港新界東大埔墟市中心，是香港文化博物館轄下分館，由舊大埔墟火車站改建而成，有着風格獨特金字頂型的中國傳統建築，專門介紹香港鐵路運輸的歷史。現時由康樂及文化事務署監管。

## 歷史
該館前身為舊大埔墟火車站，於1913年建成，以往是九廣鐵路重要車站之一。後來九鐵於1982年至1992年引進電氣化火車，新大埔墟火車站於1983年啟用，舊大埔墟火車站因而於同年4月6日尾班車開出後關閉。其後該火車站原址於1984年被列為法定古蹟，並改建成博物館，相關工程包括在車站周邊加建路軌連接東鐵綫（以便將退役車卡經鐵路運送至本館入藏，現已被拆除），並修復及翻新原有車站建築。
1985年12月20日由區域市政局主席張人龍、九廣鐵路公司主席霍士傑和區域市政總署署長孫明揚等主持，21日起開放予市民參觀。博物館專門介紹九廣鐵路歷史。由於建築、藏品有一定的歷史和觀賞價值，故該館經常成為香港影視工作者的取景地。
隨著兩鐵合併，館內展覽廳於2010年新增了香港地鐵的簡史，緊貼香港鐵路的急速發展，展出一系列文物和歷史圖片，重塑昔日鐵路的軌跡和透過不同時期的鐵路標誌、新支線概況等互動展品，帶領參觀人士穿梭鐵路今昔。

## 設施及藏品
博物館中保留了7輛歷史車卡、手動及機動工程車各一輛。在1997年新增了沙頭角支線曾使用的窄軌蒸氣機火車頭，並於2004及2023年新增了兩輛柴油機車——分別為九鐵首架引進的同類機車、名為亞歷山大爵士號的51號機車，以及過渡至港鐵時期、名為喬沛德號的60號機車。除此之外，博物館擺放了不少當年使用過的工具、火車模型、圖片歷史介紹以及曾使用的信號系統等。
至於原有的電氣化樣版火車頭，早年曾開放對外參觀。但到了1990年代時改為教學室，不再對外開放。電氣化火車頭最終在於2004年拆卸，騰出空間給亞歷山大爵士號的51號機車。
於1921至1959年期間服役、曾於香港科學館外展出的313號車卡，之後一直存放於茶果嶺，經文物修復辦事處於2017至2019年間完成修復後，在2020年5月㡳順利由位於長沙灣的政府船塢運往博物館。
舊大埔墟火車站大樓於2024年12月2日起臨時關閉，以便進行檢查及維修工程，由新進建築有限公司負責工程，預計2025年第二季完成，其他地方仍如常開放。

### 展示車卡
- 已廢棄的沙頭角支線（窄軌）所使用的蒸汽火車頭
- 亞歷山大（葛量洪）爵士號
- 喬沛德號
- 歷史車廂223號
- 歷史車廂313號
- 歷史車廂302號

### 展示設備
- 號誌臂控制桿
- 機動四輪車
- 手搖四輪車

### 車廂內部
- 302號三等車卡，於1911年製造
- 002號工程車卡，於1921年製造
- 223號三等車卡，於1955年製造
- 223號三等車卡的廁所
- 229號三等車卡（附設行李卡），於1955年製造
- 229號三等車卡的行李卡
- 112號頭等車卡，於1964年製造
- 於2017年完成修復的頭等車卡座椅，該組座椅的色澤較深，由人手製作
- 276號二等車卡，於1974年製造

### 其他展品
- 原「大埔墟」火車站站牌
- 舊大埔墟車站售票處
- 展廳2010年新增香港地鐵簡史

## 外部連結
- 香港鐵路博物館（繁體中文）
- 2008年11月：香港鐵路博物館的影像 （页面存档备份，存于）（繁體中文）
- 鐵道之路：香港鐵路博物館 （页面存档备份，存于）（日語）
- 中国の鉄道トピックス：香港鉄路博物館 （页面存档备份，存于）（日語）
- 香港鐵路大典上的相关条目：香港鐵路博物館